# Emanuel Leutze

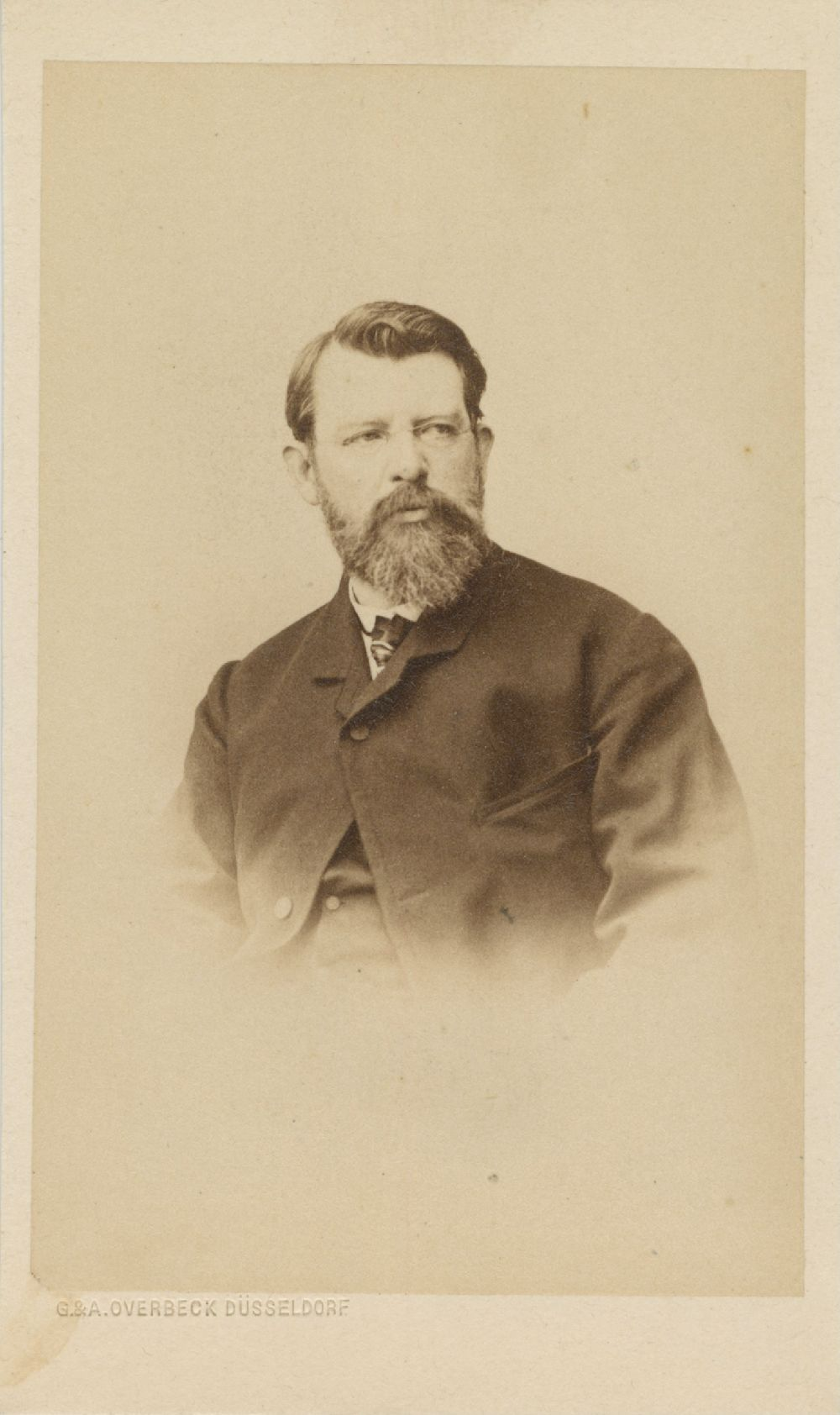
Emanuel Leutze, Ende der 1850er Jahre, Foto von G. & A. Overbeck

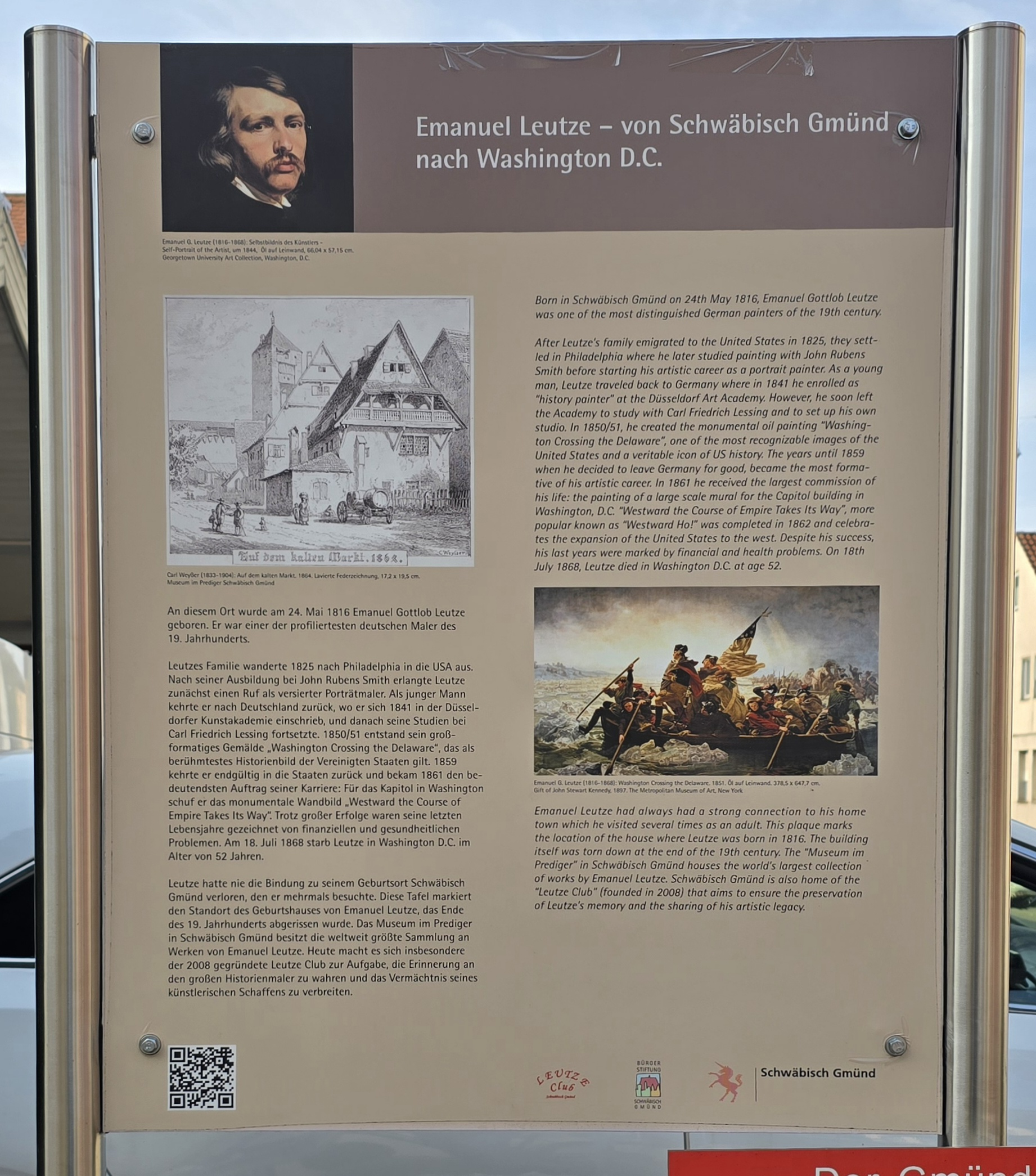
Informationstafel am Standort des Geburtshauses von Emanuel Leutze in Schwäbisch Gmünd

Emanuel Gottlieb Leutze (* 24. Mai 1816 in Schwäbisch Gmünd; † 18. Juli 1868 in Washington, D.C.) war ein deutsch-amerikanischer Historienmaler der Düsseldorfer Schule. Sein berühmtestes Gemälde ist Washington Crossing the Delaware (1851).

## Leben

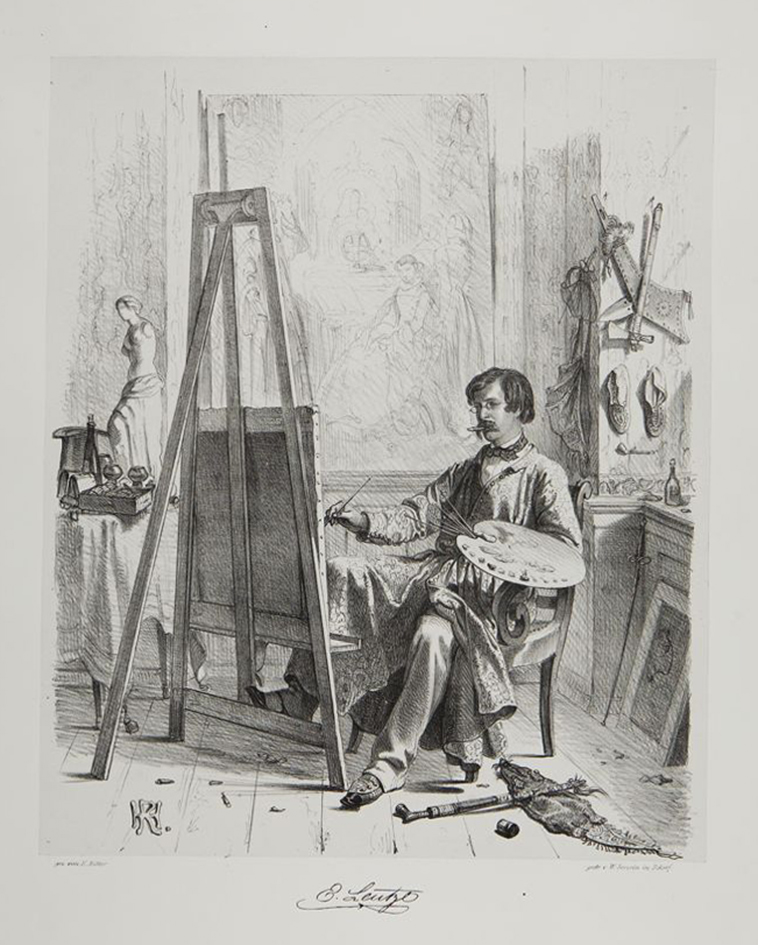
Emanuel Gottlieb Leutze in seinem Atelier, John Knox und Maria Stuart malend, Illustration von Henry Ritter in Schattenseiten der Düsseldorfer Maler, 1845

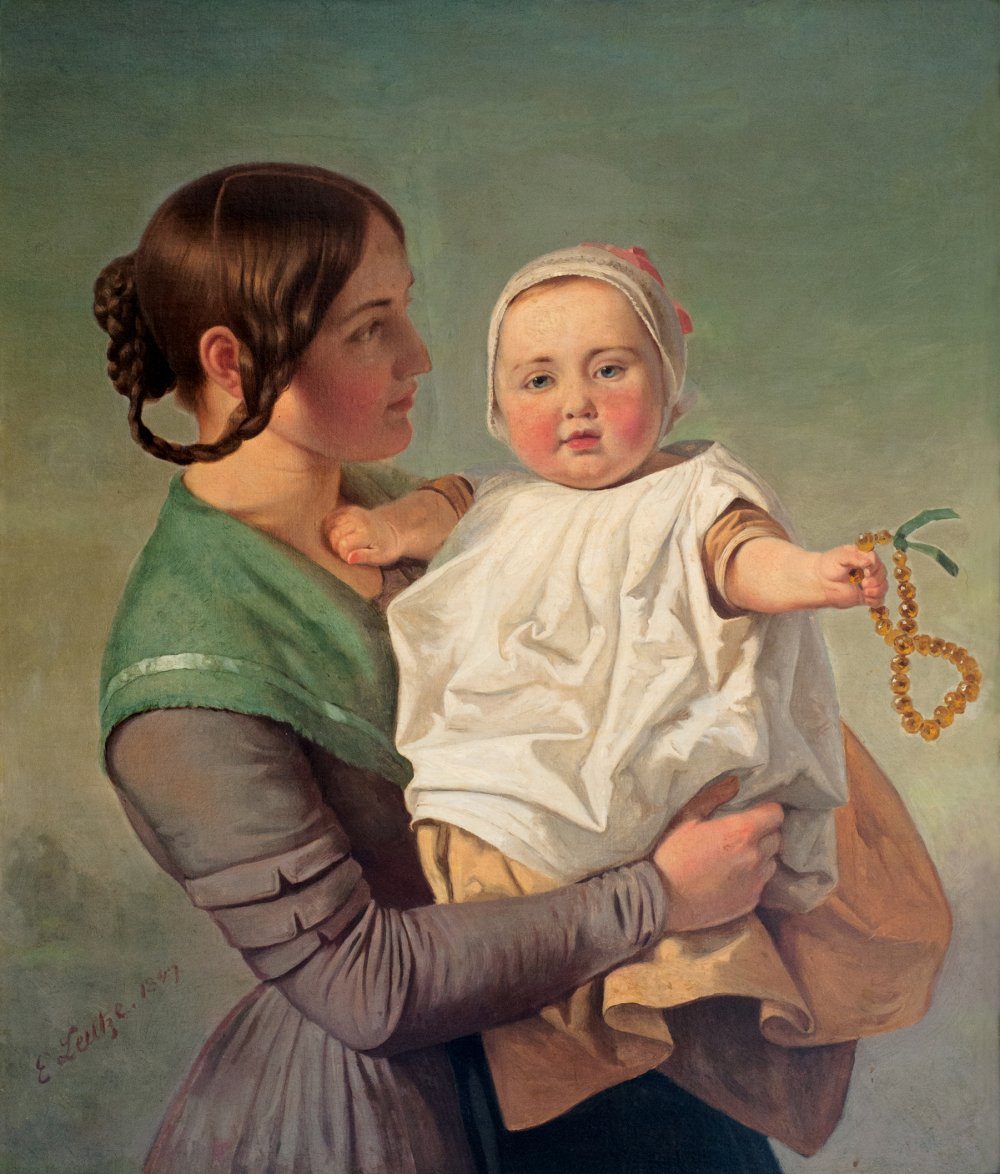
Emanuel Leutze: Die Bernsteinkette, 1847, Doppelporträt von Tochter Ida Maria und Ehefrau Juliane

Leutze wurde als Sohn des Kammmachers Gottlob Heinrich Leutze und dessen Frau Christine Katharine Mayer geboren, kam 1825 im Kindesalter in die USA und studierte in Philadelphia bei John Rubens Smith Malerei. Dort begann er seine berufliche Laufbahn als Porträtist. Im Alter von 25 Jahren kehrte er zum Weiterstudium nach Europa zurück. In Düsseldorf, wo er sich mit Unterbrechungen aufhielt, hatte Carl Friedrich Lessing auf ihn prägenden Einfluss. An der Kunstakademie Düsseldorf studierte er 1841/1842 ein Jahr unter Wilhelm von Schadow. Leutze wird der Düsseldorfer Malerschule zugerechnet. Nach Johann Georg Schwartze war Leutze neben Trevor McClurg der erste US-Amerikaner, der in Düsseldorf studierte. Sein berühmtestes Gemälde Washington Crossing the Delaware (1851) stammt aus dieser Zeit.
1842 ging er nach München und von dort nach Venedig und Rom. 1845 kehrte er nach Düsseldorf zurück, wo er im Oktober Juliane Lottner heiratete. Im August 1846 wurde die Tochter Ida Maria geboren, am 16. November 1847 sein Sohn Eugene Henry Cozzens Leutze, später ein Rear Admiral der United States Navy. Ein Porträt seiner Frau malte er 1846 (mit Fächer) und 1847 (Die Bernsteinkette, Gattin mit Tochter Ida auf dem Arm). Auch in seiner Zeit in Europa widmete er seine Malerei vor allem Motiven der europäisch-amerikanischen Geschichte, so bereits sein erstes Bild der Düsseldorfer Zeit, Kolumbus vor dem Rat in Salamanca (1841). Zu diesem Themenbereich gehören weiterhin Werke wie Columbus Before the Queen (1843), Kolumbus an der Pforte des Klosters La Nahida, Sir Walter Raleigh und Königin Elisabeth auf dem Spaziergang (1845), Torquemada bestimmt König Ferdinand, die Gesandtschaft der Juden abzuweisen (1846), Puritaner, seine Tochter vor einem Madonnenbild überraschend (1847), Die Eroberung des Teocalli-Tempels durch Cortéz und seine Truppen (1849) und Washington bei Monmouth (1852–1854).
Im Jahre 1852 erhielt Leutze die „große goldene Medaille für Kunst“ verliehen von der Königlich Preußischen Akademie der Künste in Berlin für ausgezeichnete Werke auf der vorjährigen Großen Kunst-Ausstellung. In den 1850er Jahren wohnte Leutze in der Schadowstraße 60, vormals Steinweg 212. Auf dem Grundstück hatte Rudolf Wiegmann im Jahr 1838 das Schadow’sche Haus fertiggestellt.
1859 siedelte er wieder nach Amerika über, wo er die Sitzungssäle des Kongresses und des Senats im Washingtoner Kapitol mit historischen Wandgemälden schmücken sollte. 1861 schuf er im Rahmen dieses Auftrags das monumentale Wandbild Westward the Course of Empire Takes Its Way, nachdem er im Jahr zuvor zum Vollmitglied (NA) der National Academy of Design gewählt worden war – seine dortige Ehrenmitgliedschaft (Honorary Member) seit 1843 genügte ihm nicht, er wollte sich wie jedes andere Mitglied zusätzlich einer Jury stellen. Er tat dies mit der Abgabe einer Porträtstudie George Washingtons (George Washington, Study for Washington Crossing the Delaware, c. 1850, 53,3 cm × 43,2 cm, Öl auf Leinwand).
Leutze starb im Alter von nur 52 Jahren, als er an einem frühen Morgen bei einer Porträtsitzung unerwartet zusammenbrach. Seine Popularität, die während seiner Lebzeiten ungebrochen war, ging nach seinem Tod deutlich zurück. Am Ende des 19. Jahrhunderts wurde sein Name nur noch selten erwähnt.

## Werk

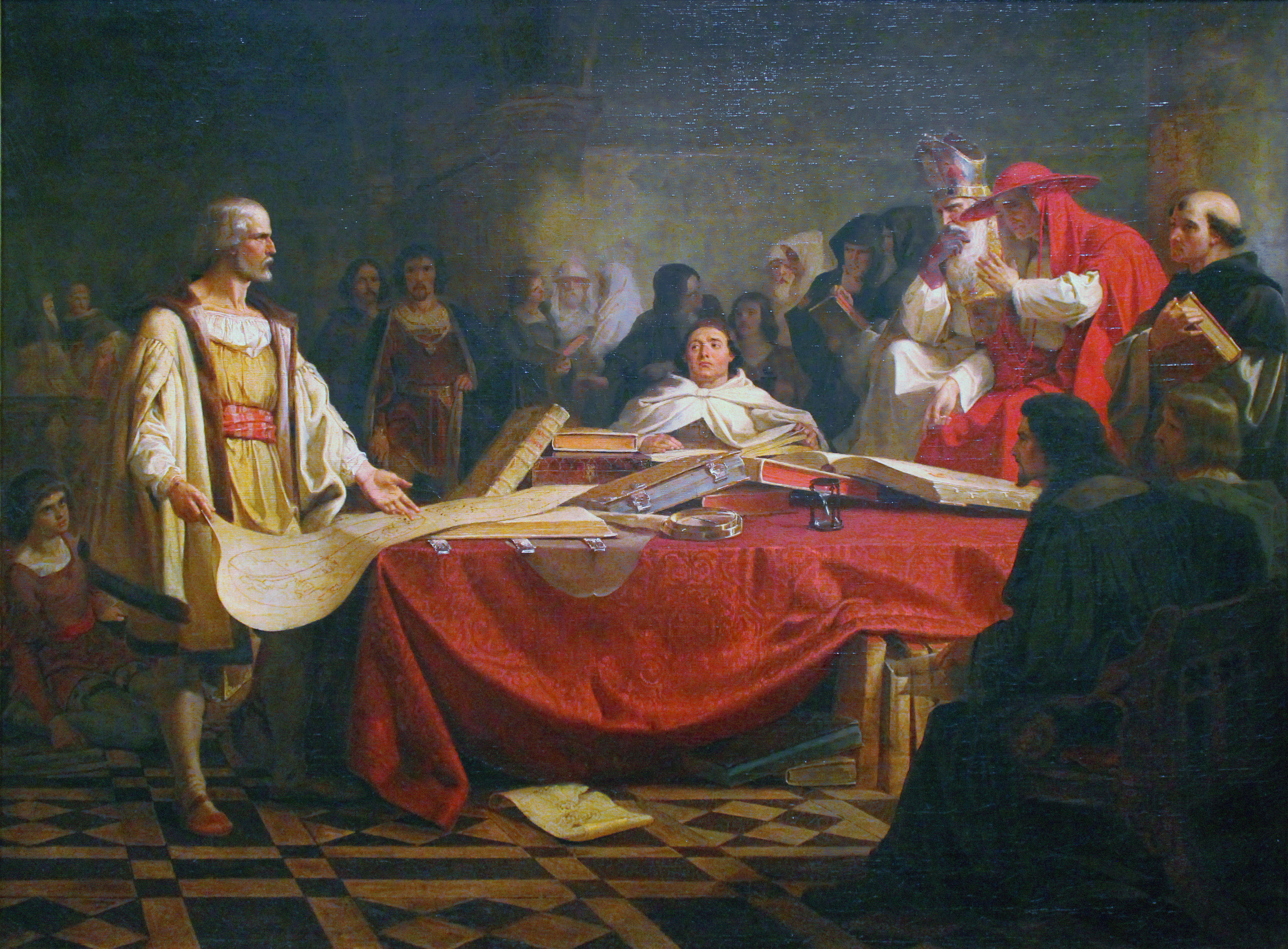
Kolumbus vor dem Rat in Salamanca (1841)

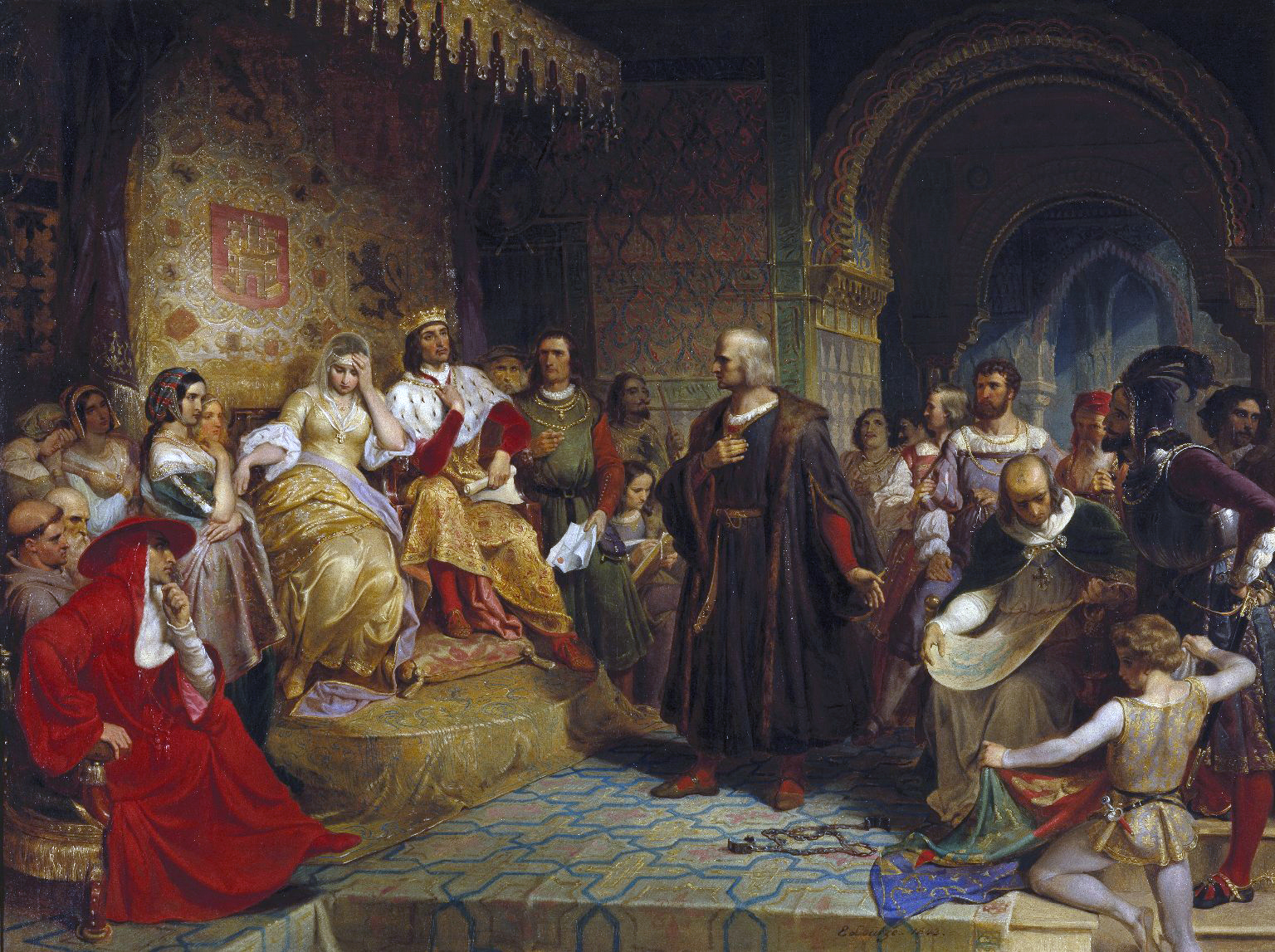
Columbus Before the Queen (1843)

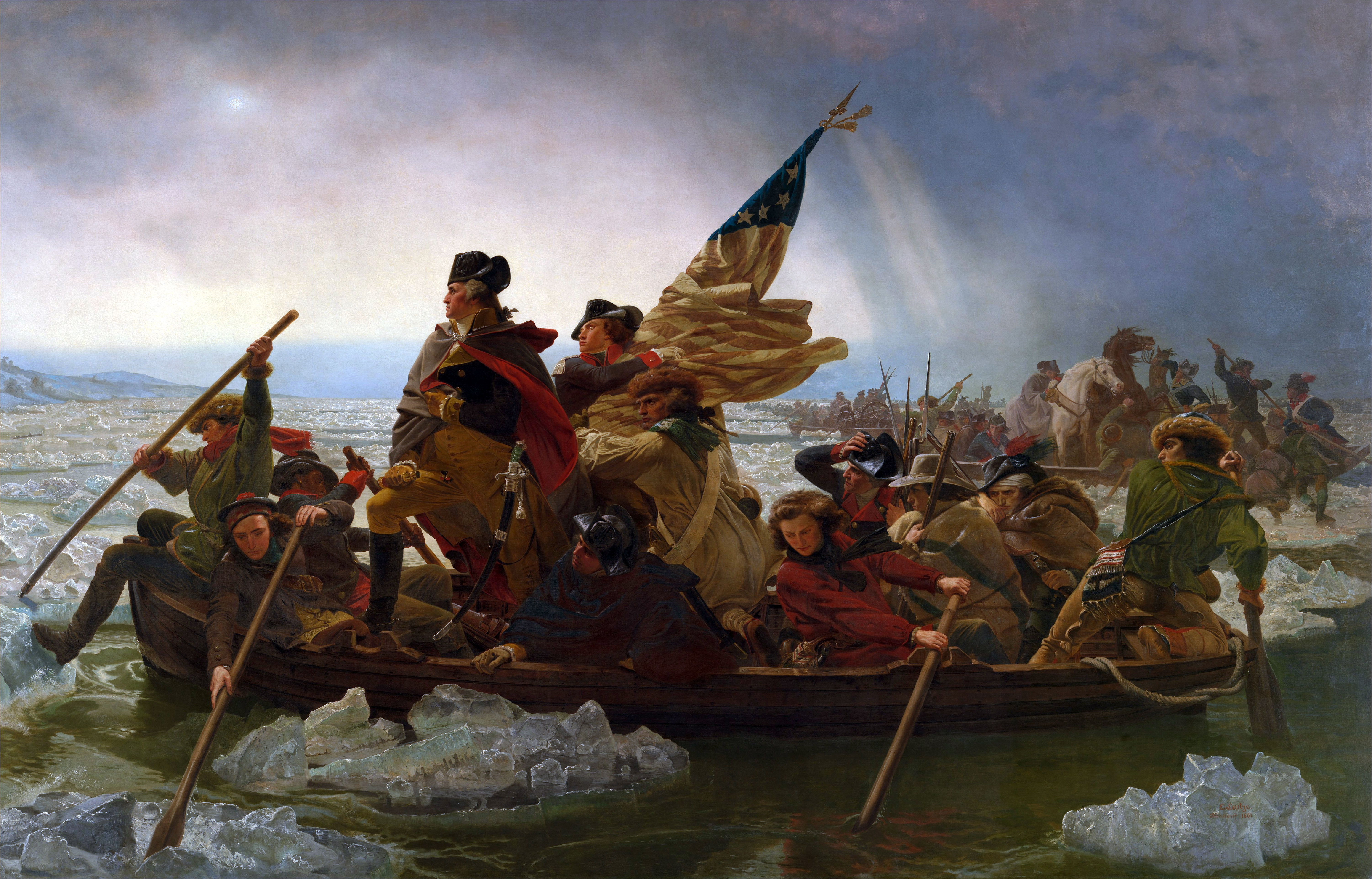
Washington Crossing the Delaware

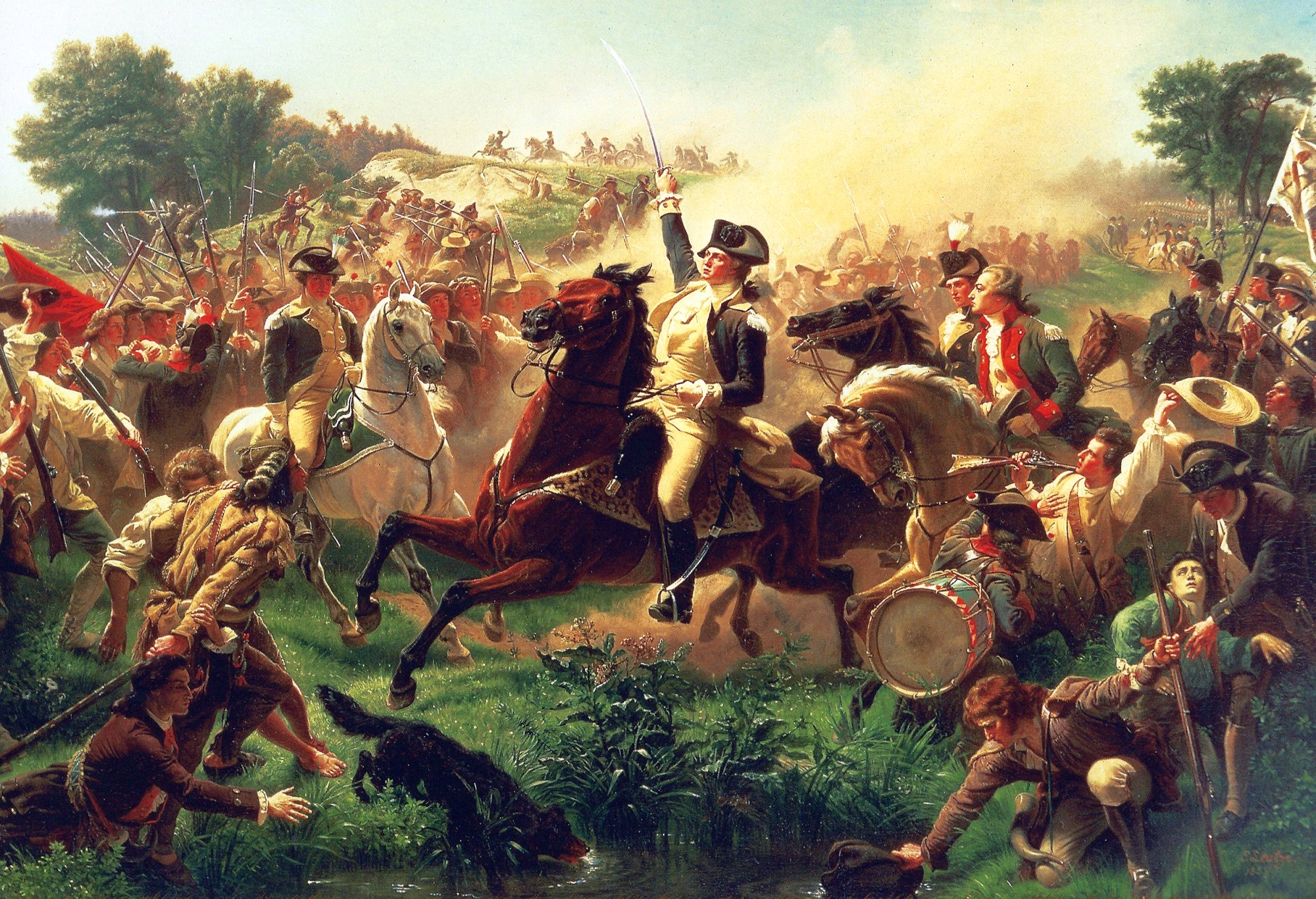
Washington bei Monmouth

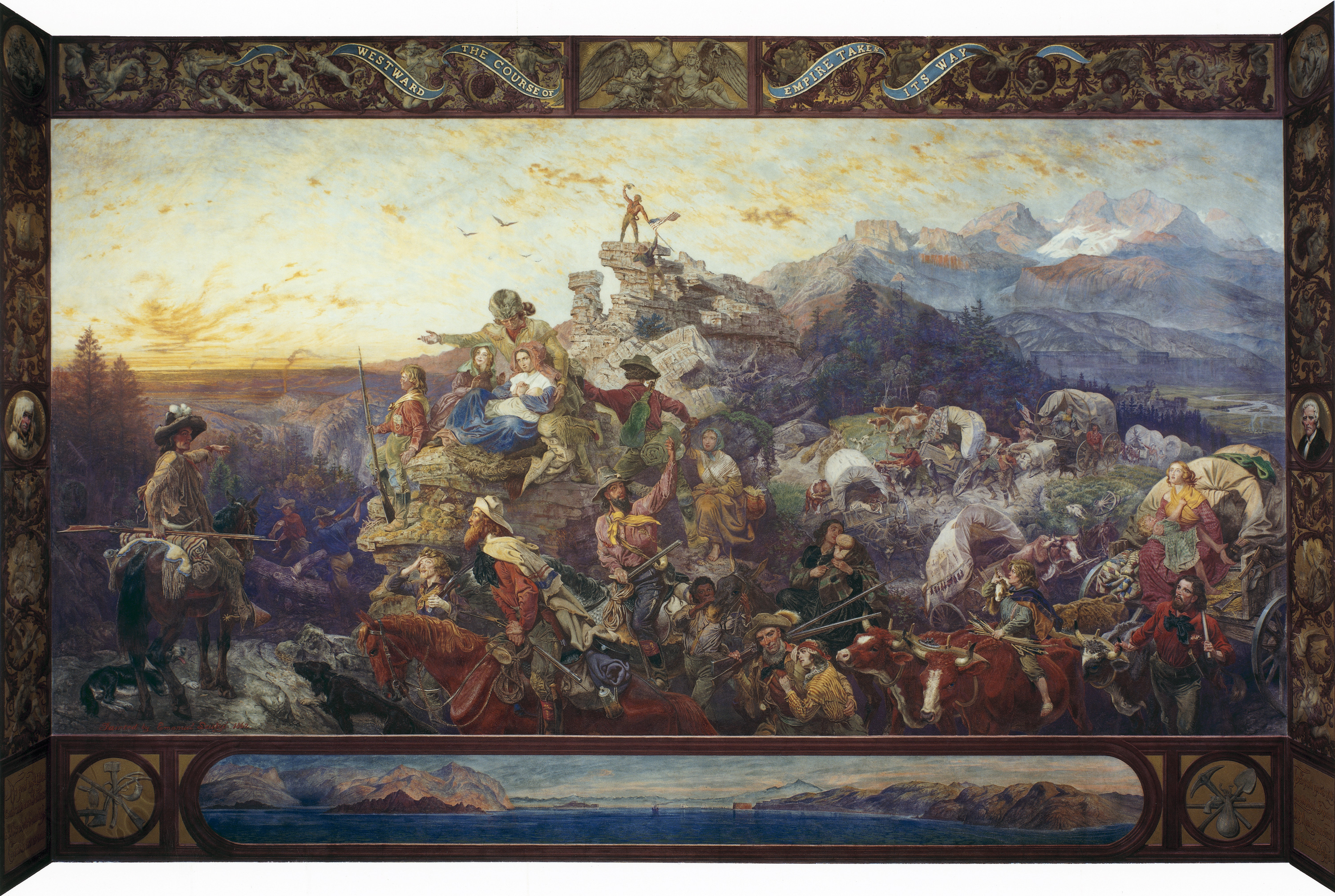
Westward the Course of Empire Takes Its Way

Der Einfluss der Düsseldorfer Malerschule auf Leutze – die Werke dieser Schule zeichneten sich oft durch eine Bezugnahme auf Dichtung aus – zeigt sich auch darin, dass sowohl bei dem Wandgemälde im Washingtoner Kapitol wie bei dem Bild von der Delawareüberquerung ein Bezug zu einem literarischen Text hergestellt wird: Im Kapitol durch eine Verszeile von George Berkeley, bei dem Washingtonbild durch Worte aus jener Eloge, die Henry Lee anlässlich des Todes von George Washington verfasste. Lees Worte befanden sich während des Sezessionskrieges an einem pompösen Goldrahmen, der 2012 nach einer Fotografie von 1864 wiederhergestellt wurde. Washington Crossing the Delaware zählt fest zur nationalen Ikonographie der USA und wurde entsprechend oft karikiert, in Kunstwerken und Fotomontagen verarbeitet.

### Kulturpolitisches Wirken
Leutze war lange Zeit Präsident des Vereins der Düsseldorfer Künstler zu gegenseitiger Unterstützung und Hülfe. Im Revolutionsjahr 1848 gehörte er zu den Gründern des Künstlervereins Malkasten. Auch engagierte er sich in der Initiative zur Gründung einer Rheinisch-Westfälischen Akademie. Auf diese Weise sollte dem dogmatischen Lehrbetrieb der Kunstakademie Düsseldorf eine selbstbestimmte Ausbildung entgegengesetzt werden. Seine demokratische Einstellung war der Grund, ihn zum 1. Vorsitzenden des Malkastens zu machen. Später wurde Leutze dessen Ehrenmitglied. Unter dem Antrag, dem Dichter Ferdinand Freiligrath die Malkasten-Ehrenmitgliedschaft zu verleihen, fand sich Leutzes Unterschrift an dritter Stelle (von insgesamt 17). Der Dichter verzichtete jedoch auf die Ehrenmitgliedschaft, nachdem es zu Protesten seitens reaktionärer Künstler gekommen war. Leutze trug maßgeblich dazu bei, Düsseldorf in der Kunstszene jenseits des Atlantiks bekannt zu machen und dessen Kunstakademie und Malerschule zu einer gefragten Ausbildungsstätte für US-Künstler zu entwickeln. Zu jenen Malern, die teilweise sogar in seinem Atelier arbeiteten oder bei ihm Privatunterricht erhielten, zählten Heinrich von Angeli, Moritz Blanckarts, Georg Caleb Bingham, David Edward Cronin, William Stanley Haseltine, William Morris Hunt, John Beaufain Irving, Eastman Johnson, Otto Knille, Henry Lewis, Enoch Wood Perry, William Dickinson Washington, Worthington Whittredge, Charles Wimar und Richard Caton Woodville. 1856 war Leutze zudem an der Gründung der Allgemeinen Deutschen Kunstgenossenschaft beteiligt.

## Ausstellungen
- Emanuel Leutze. „Washington Crossing the Delaware“-Interpretationen. Eröffnung der  Ausstellung der Interpretationen des bedeutendsten Kunstwerks von Leutze an seinen 200. Geburtstag im Rathaus Schwäbisch Gmünd.[19] Ausgestellt sind u. a. Bilder von Fred Carrow, Barry Kite, Roger Shimomura und Jesse Rubenfeld.

- Emanuel Leutze. In Deutschland blühen meine Rosen nicht. Zum 200. Geburtstag des deutsch-amerikanischen Historienmalers. Museum im Prediger, Schwäbisch Gmünd, bis zum 28. August 2016.[20]